# Ochansk
Ochansk (russisch Оханск) ist eine Kleinstadt in der Region Perm (Russland) mit 7250 Einwohnern (Stand 14. Oktober 2010).

## Geografie
Die Stadt liegt im Vorland des Mittleren Urals etwa 120 km südwestlich der Regionshauptstadt Perm am rechten Ufer der Kama.
Ochansk ist Verwaltungszentrum des gleichnamigen Rajons.

## Geschichte
Ochansk entstand als erstmals 1597 (nach anderen Angaben 1547) unter dem Namen Ochannoje (später auch Ochanskoje oder Ochan) erwähntes Fischerdorf im von der Familie Stroganow beherrschten Gebiet. 1781 erhielt der Ort unter dem heutigen Namen das Stadtrecht. Der Name bezieht sich auf eine lokale Bezeichnung einer speziellen Art großmaschiger Fischernetze (siehe auch Stadtwappen).

### Bevölkerungsentwicklung
| Jahr | Einwohner |
| ---- | --------- |
| 1897 | 1894      |
| 1926 | 1900      |
| 1939 | 7068      |
| 1959 | 7984      |
| 1970 | 7478      |
| 1979 | 7129      |
| 1989 | 8414      |
| 2002 | 7994      |
| 2010 | 7250      |

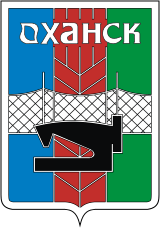
Sowjetisches Stadtwappen (1980)

Anmerkung: Volkszählungsdaten (1926 gerundet)

## Wirtschaft
Hauptwirtschaftszweig ist die Textilindustrie (Fabrik der Talan AG), daneben Bau- und Holzwirtschaft.